# 133e méridien est
En géographie, le 133e méridien est est le méridien joignant les points de la surface de la Terre dont la longitude est égale à 133° est.

## Géographie

### Dimensions
Comme tous les autres méridiens, la longueur du 133e méridien correspond à une demi-circonférence terrestre, soit 20 003,932 km. Au niveau de l'équateur, il est distant du méridien de Greenwich de 14 805 km,.
Avec le 47e méridien ouest, il forme un grand cercle passant par les pôles géographiques terrestres.

### Régions traversées
En commençant par le pôle Nord et descendant vers le sud au pôle Sud, Le 133e méridien est passe par:
| Coordonnées           | Pays, territoire ou mer | Notes |
| --------------------- | ----------------------- | --- |
| 90° 00′ N, 133° 00′ E | Océan Arctique          | |
| 76° 53′ N, 133° 00′ E | Mer de Laptev           | |
| 71° 58′ N, 133° 00′ E | Russie                  | République de Sakha Kraï de Khabarovsk — à partir de 59° 01′ N, 133° 00′ E Oblast de l'Amour — à partir de 53° 28′ N, 133° 00′ E Kraï de Khabarovsk — à partir de 55° 22′ N, 133° 00′ E Oblast de l'Amour — à partir de 53° 20′ N, 133° 00′ E Kraï de Khabarovsk — à partir de 52° 10′ N, 133° 00′ E Oblast autonome juif — à partir de 49° 10′ N, 133° 00′ E |
| 48° 02′ N, 133° 00′ E | Chine                   | Heilongjiang |
| 45° 02′ N, 133° 00′ E | Russie                  | Kraï du Primorié |
| 42° 48′ N, 133° 00′ E | Mer du Japon            | |
| 36° 07′ N, 133° 00′ E | Japon                   | Île de Nishino-shima, Préfecture de Shimane |
| 36° 02′ N, 133° 00′ E | Mer du Japon            | |
| 35° 32′ N, 133° 00′ E | Japon                   | Île de Honshū — Préfecture de Shimane (passe par le Lac Shinji) — Préfecture d'Hiroshima — à partir de 35° 05′ N, 133° 00′ E |
| 34° 19′ N, 133° 00′ E | Mer intérieure de Seto  | |
| 34° 17′ N, 133° 00′ E | Japon                   | Île de Ōmi-shima (en), Préfecture d'Ehime |
| 34° 11′ N, 133° 00′ E | Mer intérieure de Seto  | |
| 34° 04′ N, 133° 00′ E | Japon                   | Île de Shikoku — Préfecture d'Ehime — Préfecture de Kōchi — à partir de 33° 28′ N, 133° 00′ E |
| 32° 43′ N, 133° 00′ E | Océan Pacifique         | |
| 0° 29′ S, 133° 00′ E  | Indonésie               | Île de Nouvelle-Guinée |
| 2° 16′ S, 133° 00′ E  | Golfe de Berau          | |
| 2° 33′ S, 133° 00′ E  | Indonésie               | Île de New Guinea |
| 4° 06′ S, 133° 00′ E  | Mer d'Arafura           | |
| 5° 39′ S, 133° 00′ E  | Indonésie               | Île de Nuhu Yuut (en) |
| 5° 42′ S, 133° 00′ E  | Mer d'Arafura           | |
| 11° 26′ S, 133° 00′ E | Australie               | Territoire du Nord Australie-Méridionale — à partir de 26° 00′ S, 133° 00′ E |
| 32° 05′ S, 133° 00′ E | Océan indien            | Les autorités australiennes considèrent cette zone comme partie de l'Océan Austral, |
| 60° 00′ S, 133° 00′ E | Océan Austral           | |
| 66° 10′ S, 133° 00′ E | Antarctique             | Territoire antarctique australien, Territoires revendiqués par l' Australie |